# Варжа (приток Лузы)
Варжа — река в России, протекает в Лузском районе Кировской области. Устье реки находится в 138 км по правому берегу реки Луза. Длина реки составляет 27 км.
Река берёт начало в заболоченном лесу в 12 км к северо-востоку от деревни Аксёновская. Река течёт в верхнем течении на юго-запад, в нижнем — на юг. Русло извилистое. Верхнее течение проходит по ненаселённому заболоченному лесному массиву, в среднем течении река протекает несколько мелких деревень — Ветлугино, Домачаевская, Кузьминская. Притоки — Тарасовка, Домановка (оба — правые). В нижнем течении выходит на пойму Лузы, где описывает большую петлю перед устьем. Впадает в Лузу в 3 км к юго-западу от деревни Кузьминская.

## Данные водного реестра
По данным государственного водного реестра России и геоинформационной системы водохозяйственного районирования территории РФ, подготовленной Федеральным агентством водных ресурсов:
- Бассейновый округ — Двинско-Печорский
- Речной бассейн — Северная Двина
- Речной подбассейн — Малая Северная Двина
- Водохозяйственный участок — Юг
- Код водного объекта — 03020100212103000012945